# Jardin de Reuilly-Paul-Pernin
Jardin de Reuilly-Paul-Pernin (česky Zahrada Reuilly – Paula Pernina) je veřejný park, který se nachází v Paříži ve 12. obvodu. Park byl dokončen v roce 1995 a jeho rozloha činí 12 000 m2. Zahrada je pojmenována po bývalé osadě Reuilly, která zanikla při rozšíření pařížského předměstí Faubourg Saint-Antoine, a od roku 2014 na počest Paula Pernina (1914-2006), který byl v letech 1983-1995 starostou 12. obvodu.
Park vznikl v bývalém prostoru železniční stanice (původní nádražní budova stojí východně od parku), která ležela na trati z města Vincennes na Place de la Bastille v Paříži. Spolu se zahradou vznikl i park Promenade plantée, který je umístěn na bývalém viaduktu, který byl přestavěn na Viaduc des Arts. Zahrada nabízí velké trávníky, umělý potok a nedaleký krytý městský bazén. Na západním okraji parku na ulici Rue Jacques-Hillairet se nacházejí sluneční hodiny.